# Нація Ісламу

Штандарт Нації Ісламу

Нація Ісламу (англ. Nation of Islam) — афроамериканська релігійна і націоналістична організація в США, заснована в 1930 в Детройті, штат Мічиган, Воллесом фард Мухаммадом. В організації превалює націоналістичний і расистський компонент, заснований на протиставленні білим і американській державі. Віровчення «Нації Ісламу» сильно відрізняється від традиційного ісламу, хоча засноване на його цінностях. Основна мета організації — поліпшення духовного, соціального та економічного становища африканців в Сполучених штатах і у всьому світі. Деякими організаціями та авторами звинувачується в чорному расизмі, екстремізмі та антисемітизмі.
Після зникнення Фарда Мохаммеда в червні 1934 націю ісламу став очолювати Елайджа Мухаммад, який встановив нові місця поклоніння, такі, як Ісламський університет імені Мухаммеда, низку підприємств, господарств і нерухомого майна в Сполучених Штатах і за кордоном, а також став найвідомішим лідером організації, проте син Елайджі — Варит Дін Мухаммед, а також відомий ідеолог і борець за права чорношкірих Малкольм Ікс відреклися від ідеології нації ісламу на користь ісламу сунітського толку, оскільки основні цінності ісламу суперечать націоналістичній ідеології в будь-якій формі. Сьогодні лідером організації є Луїс Фаррахан, а головна штаб-квартира знаходиться у так званому храмі ісламу, мечеті імені Мар'ям, розташованої в місті Чикаго. Також організацією друкується газета The Final Call. Нація ісламу не публікує офіційної інформації про кількість членів у своїх лавах, проте за оцінками New York Times їхня кількість коливається від 20 до 50 тисяч осіб. Попри це побутує думка, що насправді їх набагато більше. Абсолютна більшість членів нації ісламу знаходяться в США, існують також невеликі громади в Канаді, Великій Британії, Франції, Ямайці, Тринідаді і Тобаго.

## Історія

### 30-і, 40-і роки
Організація була заснована у 1930 в Детройті, штаті Мічиган, Воллесом фард Мухаммадом; нові адепти стали вірити, що Фард Мухаммед є Богом в людському тілі та довгоочікуваним Месією християн і Махді мусульман. У роки свого правління Фард Мухаммед заручився підтримкою понад 25 тисяч послідовників, які називали його пророком. У 1934 Фарда замінив його наближений — Елайджа Мухаммед , але через розбіжності, що виникли в храмі нації ісламу Детройта, він переїхав до Чикаго, де заснував другий храм. Під час Другої Світової війни, Елайджа закликав чорних уникати  мобілізації в армію, заявивши, що США нічого не зробили для чорних. Під час війни Елайджу звинуватили в порушенні селективної служби, і він був поміщений у в'язницю, де перебував у 1942—1946.

### 50-і, 60-і роки
Після звільнення Елайджа негайно став розвивати організацію, збираючи нових членів НІ. Його програма передбачала створення окремої чорної нації, і прийняття ними релігії, заснованої на поклоніння Аллаху у вірі того, що афроамериканці є новим богообраним народом
Нова організація привернула увагу відомого радикального борця за права чорних — Малькольма Літтла, який в той момент прибував у в'язниці за злом і крадіжку. Під впливом брата Реджинальда, що став членом НІ в Детройті, Малькольм кинув палити, азартні ігри, відмовився від свинини, проводив години за читанням книг в тюремній бібліотеці і розвинув в собі навички оратора. Після звільнення і вступ в НІ, Елайджа наказав Малькольму замінити «рабське» прізвище Літтл на Ікс. Вплив Малькольма в НІ швидко зростало і незабаром він став міністром 11 і 7 храму НІ. Сам Елайджа оголосив Малькольма національним представником НІ і другим за рангом після Елайджи. У 60-і роки організація процвітала і набрала більше 500.000 послідовників. У березні 1964 Малькольм Ікс був насильно відлучений від Нації Ісламу, в наступному місяці же він стверджував, що ніколи не покидав НІ з власної волі, самі представники НІ вступили в змову з Джозефом в Нью-Йорку, щоб тиснути на нього і народ.
У 1955 до Нації Ісламу приєднується Луїс Волкотт і за традицією НІ змінює своє прізвище на Фаррахан. Після відставки Малькольма Ікса , який прийняв істинний іслам і відмовився від ідеї чорного расизму, Луїс стає новим міністром сьомого храму в Гарлемі, новим представником НІ і правою рукою Ейладжі Мухаммеда. Як і попередник, Луїс був динамічним, харизматичним лідером і чудовим оратором,  здатним звертатися до великих афро-американських верств.
У тому ж році молодий боксер Кассіус Клей нокаутував Сонні Лістона, і, ставши чемпіоном світу з боксу у важкій вазі, заявив, що він приєднується до НІ і бере нове ім'я «Мухаммед Алі». На підставі наказу НІ, Алі відмовився йти на військову службу під час мобілізації армії США, вказавши, що його релігійні почуття завадили б брати участь у війні у В'єтнамі, за що Алі на 3 роки позбавили звання чемпіона і відлучили від боксу на території США. У 1967 було заведено кримінальну справу через відмову Алі йти в армію, проте після тривалого суду Алі був виправданий і звільнений з-під варти.

### 70-і - 90-ті роки

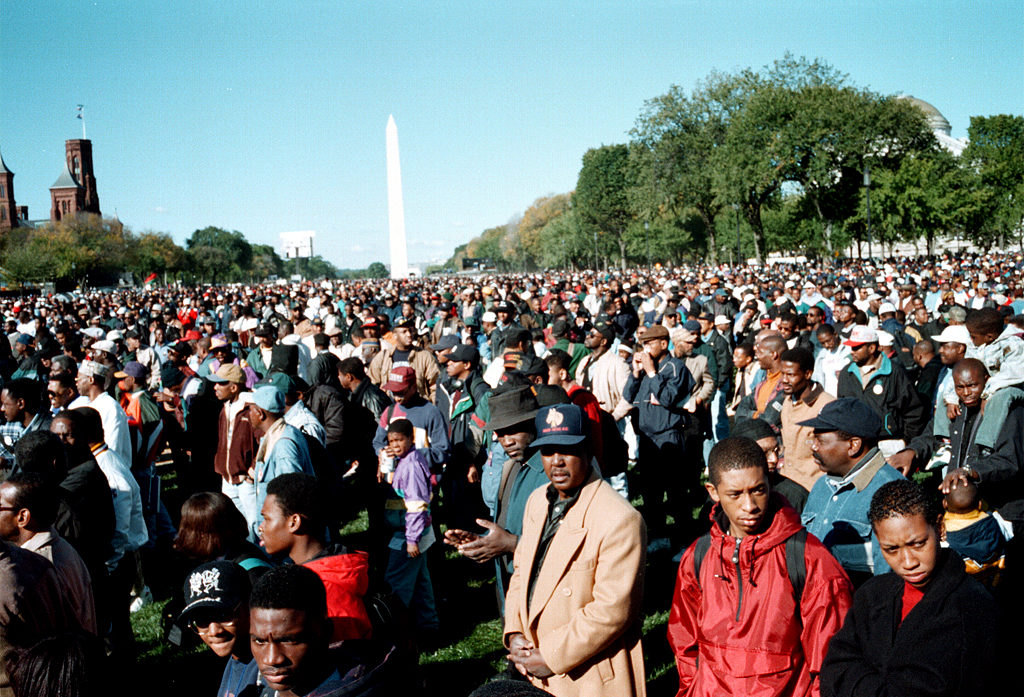
Марш мільйонів у Вашингтоні

Керівник НІ Елайджа Мухаммед помер в 1975, на той момент на території США розташовувалося 75 центрів НА. Новим лідером був обраний Уоллес Мухаммад, п'ятий син Елайджа, Луїс Фаррахан залишився ж верховним міністром. Уоллес перейменував Націю Ісламу в «Світову спільноту аль-Іслам на Заході», а пізніше і в «Американське товариство мусульман». На відміну від батька, який за основу віровчення брав перевагу чорної раси, Уоллес був послідовником традиційного ісламу і прагнув змінити організацію, залучивши її до ісламу сунітського толку і очистивши від чорного націоналізму, так він прагнув налагодити дружній контакт з основними мусульманськими громадами. Проте Уоллес Мухаммад не зумів добитися потрібних результатів і пішов у відставку 31 серпня 2003 , а його організація була скасована.
У 1977 Луїс Фаррахан, затятий прихильник навчань Фарда Мухаммеда, незадоволений реформами Уоллеса, подав у відставку і вирішив відтворити організацію НІ, засновану на навчаннях Фарда Мухаммеда і Елайджи Мухаммеда, ставши її новим ватажком. У 1981 Луїс публічно заявив, що відродив НІ. Луїс Фаррахан подорожував по всій Америці, виступаючи в різних містах і набираючи нових прихильників, особливо серед молодих чорношкірих студентів. Також Луїс відновив первинні храми, що належать НІ, такі, як наприклад національний другий храм в Чикаго , штат Іллінойс. На початок 21-го століття існує понад 130 храмів НІ по всьому світу.
У 1995 НІ організувала марш Марш мільйона чорних чоловіків для сприяння національної єдності афро-американської громади і їх сімейних цінностей. Кількість прибулих на марш коливається від 400.000 до 1100.000 осіб, що робить її найбільшим зібранням в історії Сполучених Штатів. Також НІ створила поліклініку для хворих на СНІД в Вашингтоні. Проте також допомагає наркоторгівцям. Організація також працювала над відтворенням банд в Лос-Анджелесі, продовжуючи одночасно поліпшувати економічний стан чорного населення США і сприяти реформі афро-американської громади згідно з її традиційними цілями.

### Початок 21 століття
На початку 21 століття кількість членів організації НІ оцінювалося від 10.000 по 50.000 чоловік. Хоча промови Фаррехена залучали набагато більшу кількість людей. Під керівництвом Фаррехена НІ була однією з найбільш швидко зростаючих політичних рухів в країні. Філії НІ були сформовані також в Гані, Лондоні, Парижі та Карибських островах. З метою зміцнення міжнародного впливу Фарракхан встановив дипломатичні стосунки з багатьма мусульманськими країнами, зокрема з лівійським диктатором Муамаром Каддафі. Після клінічної смерті в 2000 в результаті ускладнень від раку, Фарракхан пом'якшив свою тактику расової риторики, щоб зблизиться з іншими представниками національних меншин, таких, як корінні американці , латиноамериканці і азіати. Також Фарракхан став більше орієнтуватися на ортодоксальний іслам сунітського зразка. У 2009 до руху приєднався репер Snoop Dogg.

## Ідеологія
Нація ісламу проповідує дотримання п'яти стовпів ісламської віри, хоча дотримувати 3 з них не обов'язково, на відміну від традиційного ісламу. Також вона вчить моралі, взаємній повазі і правильного способу життя, в тому числі і правильного дрес-коду. НІ закликає вести здоровий спосіб життя, дієту, займатися фізичними вправами, не приймати алкоголь, свинину, наркотики і тютюн, щоб протиставляти себе «демонічній білій расі», чиє суспільство базується на жадібності, жорстокості і шовінізмі. Також необхідно утримуватися від позашлюбного сексу і сексу з шлюбним партнером заради задоволення, якщо тільки це не стосується потомства. Аборти також категорично не рекомендується робити за винятком, якщо життя майбутньої матері знаходиться в небезпеці. Головна мета нації ісламу — віра в єдиного Бога — Аллаха, і в те, що він з'являвся в особі Мухаммеда Фарда, а також, що чорна раса — істинна і перша раса людей, і також насіння Авраама, а афроамериканцям судилося стати богообраним народом. Нація ісламу вчить також, що міжрасові шлюби є забороненою річчю. Все це публікувалося організацією в їх книгах, документах і статтях Також послідовники НІ вірять, що чорне рабство було передбачене в книзі Буття ( Побут. 15:13-14).
Фард Мухаммед поділяв людство на 3 категорії: 85% глухих, німих і сліпих людей, які не здатні правити суспільством і прагнуть триматися разом; 10% людей-маніпуляторів, які правлять світом і 85% людей через їх неуцтво, вміння використовувати ідеологічні та релігійні доктрини, і 5% праведних людей, які не потрапляють під вплив правителів і ідеологів і ведуть вічну боротьбу за свободу думок і суспільства
За час правління Малькольма Ікса він декларував ідею расової переваги чорних людей, що стали, проте, жертвою класової дискримінації:

Насправді білі люди знають, що вони поступаються чорним. Навіть сенатор Джеймс знає це. Будь-який, хто вивчав біологію і генетику знає, що білий колір шкіри є рецесивним, а чорний — домінантним. Вся американська економіка заснована на перевазі білих. Навіть релігійна філософія по суті інтерпретує перевага білих; білий Ісус, білі богородиці, білі ангели, біле все, але Диявол чорний, звичайно. Політична основа «Дядя Сема» базується на політичній перевазі білих, відводячи небілих до другого ґатунку. Само собою, сучасна філософія також базується на суворій перевазі білої раси, і система освіти увічнює перевагу білої раси.

Нація ісламу вчить, що міжрасові шлюби є забороненою річчю, про що свідчить 10 закон НІ.

## Доктрина
За ідеологією Нації ісламу, Земля і Місяць колись були схожі, й Землі вже понад 76 трильйонів років, а суходіл на ній називався Азією. Чорні люди є найпершими людьми на землі, яких створив Бог, від чорної людини ж відбулися всі коричневі, червоні, жовті та білі народи на Землі. За допомогою методу контролю народжуваності, чорні люди змогли створити білих людей. Цей метод був розроблений чорним злим вченим, відомим, як Якуб. Він спочатку розробляв план зі створення власної штучної раси, протилежної справжнім людям, щоб за допомогою них підкорити справжніх людей і встановити своє панування на 6000 років. Нова раса Якуба надбала такі якості, як обман, щоб розділяти й володарювати, жадібність і шовінізм.
Під час інтерв'ю з пресою на каналі NBC Луїс Фаррахан, лідер організації, дав відповідь на питання щодо проблем у вченні нації ісламу:
Ви знаєте, що нереально думати, що з білої людини відбулися коричневі, жовті та інші люди. Вчені довели, що перша людина з'явилася саме в Африці, і що прародитель людини був чорним. Коран говорить, що Бог створив Адама з чорного бруду, зліпивши нього форму. А якби білі люди були першими, а чорні відбулися з них, як би ви зараз прийшли до життя? Це не дурне запитання. Це наукове питання з науковою доповіддю. Це не означає, що ми вищі або що ви гірші. Це передбачає те, що народження вашої білої раси відбулося з чорної: перевага і неповноцінність визначається праведністю, а не кольором шкіри.
Також преса поставила запитання, як ставиться Луїс Фаррахан до ідеї Елайджі Мухаммеда про те, що білі люди є «блакитноокими дияволами». Фарракхан відповів:
Ну, ви не були святими у своїх діях щодо темних народів, навіть до своїх людей. Але по правді кажучи будь-яка цивілізація, що здійснює великі злодіяння, може вважатися Дияволом. У Біблії описується падіння Вавилона, і він упав, тому, став новим житлом для бісів. Ми вважаємо, що древній Вавилон є символом сучасного Вавилону, який уособлює сучасну Америку.

### Колеса Єзекіїля
Елайджа Мухаммед також проповідував, що НЛО, у формі плоских тарілок є колесами пророка Єзекіїля. Колеса були побудовані на острові «Ніппон», відомому сьогодні, як Японія. У той час потрібні були кошти, співмірні з 15 мільярдами доларами, щоб звести колеса. Америка поки не знає, який метал вимагається для будівлі колеса. Завдяки своїй формі колесо може розганятися до тисячі миль на годину. Існує велике колесо або «материнське колесо», співмірне з маленькою планетою і понад 1500 дрібних коліс, які розташовані одне від одного на відстані в півмилі. Кожне колесо має 3 бомби. За словами Елайджі, колеса призначені для того, щоб змінювати форму гір на Землі. А міць материнського колеса настільки велика, що воно тільки звуком може руйнувати будинки.

## Релігія
Ідеологія Нації Ісламу базується на 13 так званих стовпах, за основу яких було взято основні закони Ісламу:
1. Віра в Єдиного Бога, чиє справжнє ім'я — Аллах.
2. Віра у всіх пророків священного Корану і Біблії.
3. Віра в істинність священного Корану .
4. Віра в пророків Аллаха і священні писання, які вони принесли людям.
5. Віра в ментальне воскресіння (англ. mental resurrection), темношкірі воскреснуть першими, при цьому народ, який колись був обраний Аллахом (гебреї), буде відкинутий їм, а новими обраними стануть афроамериканці. Також всі праведні будуть відроджені.
6. Віра в Страшний Суд, який почнеться в США .
7. Віра в те, що чорна нація повинна повністю звільниться від панування білих американців, від імен, даних їм білими людьми, імен, які пов'язані з білим господарем і чорним рабом. Всі чорні люди будуть мати власні імена, не пов'язані з європейськими.
8. Віра в справедливість і правосуддя всіх людей на Землі, в національну рівність; статус звільненого раба перед колишнім господарем не є рівністю.
9. Віра в те, що політика інтеграції є лицемірством і спроба знищити самобутність чорного народу, їх дух рівності і дружби, так як чорної нації належить почати нову історію Америки. Якщо біла людина сповідує дружбу з чорним, він може довести свою істинність в тому випадку, якщо підтримує ідею про повну рівноправність білих і чорних народів в США.
10. Віра в те, що брати мусульмани будуть сповідувати праведний іслам і не будуть брати участь у війнах, які забирають життя людей. Проте Америка повинна виділити ділянку землі для братів мусульман.
11. Віра в те, що жінку треба поважати і захищати так само, як її захищають представники інших національностей.
12. Віра в те, що Аллах явився в особі Фарда Мухаммеда (засновника організації НІ) в липні 1930 року, і він же є довгоочікуваною месією християн і Махді для мусульман.
13. Віра в те, що немає Бога, крім Аллаха, і одного разу він створить мультикультурну державу, де всі нації будуть жити в мирі.

## Подібність і відмінності від традиційного ісламу
Незважаючи на те, що за основу релігії був узятий іслам, в релігії Нації Ісламу існують значні відмінності і нововведення на відміну від традиційного ісламу, частково дотримуються 5 основних стовпів Ісламу:
1. Віра в єдиного Бога — Аллаха (послідовники НІ вірять, що Уоллес Фард, фундатор секти, був одним з посланців Аллаха)[22].
2. Здійснення п'ятикратного намазу щодня (послідовники НІ не вважають обов'язковим дотримання намазу, спираючись на те, що досить прийняти Іслам і вірити в Аллаха)[23].
3. Дотримання ісламського посту Рамадан (послідовники НІ також не вважають обов'язковим дотримання посту).
4. Дотримання закят.
5. Хадж, або вчинення паломництво в Мекку (послідовники НІ не вважають обов'язковим здійснювати паломництво).

У мечетях представників Нації Ісламу знаходяться лекційні зали, місця для тих, хто молиться, розділені на чоловічі і жіночі з двох сторін і молитовний зал, відомий як «мусалла».
На відміну від традиційного ісламу, де вважається, що Мухаммед був останнім посланцем Бога, послідовники нації ісламу вірять, що Аллах явився їм в образі Фарда Мухаммеда, засновника секти, а Елайджа Мухаммед був його останнім пророком Послідовники нації ісламу називають засновника «Майстром фард Мухаммедом». В своїй вірі вони ґрунтуються на вірші з Корану (10:47), де говориться, що в кожного народу є свій посланник.
Також, якщо традиційний іслам спирається передусім на єдинобожжя і не робить різниці між людьми, приписуючи їм однакову роль рабів Божих, то відповідно до ідеології нації ісламу, першої та істинною нацією на Землі була чорна раса, а білі люди — створення божевільного вченого Якуба і негідні регенерації. До того ж традиційний іслам заперечує роль пророка Якуба як злого мага, і Колеса Іесекіля, як нововведення нації ісламу. Відрізняється повністю і доктрина світобудови: так, якщо згідно Корану світ був створений Аллахом в нинішнім вигляді за 6 днів, то згідно навчань Елайджа Мухаммед , Земля і Місяць існують десятки мільярдів років і спочатку були схожі один на одного. Ще одне нововведення НІ — теорія про існування 13 стародавніх чорних племен, які створили стародавні цивілізації, в тому числі і єгипетську, і звели Мекку .